# 江刺勝雄
江刺 勝雄（えさし かつお、1952年8月26日 - ）は、日本の元プロボクサー。北海道礼文郡礼文町出身。元日本ミドル級チャンピオン。協栄河合ジム所属。

## 経歴
全日本ミドル級新人王となり、工藤政志と対戦したが3回TKO負け。
1978年12月13日、工藤が返上した日本ミドル級王座を鈴木利明と争って8回KO負けしたが、鈴木が体重超過だったためタイトルは無効となり、1979年3月6日、改めて江刺とネッシー堀口との間で王座決定戦が行なわれ、江刺が1回KO勝ち、同王座に就いた。
しかし、同年10月13日の初防衛戦で強打者ダイナマイト松尾に3回終了TKO負けを喫し、王座を失った。

## 通算戦績
11戦5勝（3KO）6敗